# 비가환 원환면
비가환 기하학에서 비가환 원환면(非可換圓環面, 영어: noncommutative torus)은 C* 대수의 하나다. (가환) 원환면 위에 존재하는 연속 함수들의 C* 대수를 일반화한 것이다.

## 정의

### 추상적 정의
단위원을 갖는 복소수 C* 대수의 범주에서 집합으로 가는 망각 함자를 생각하자.
{\displaystyle U\colon \operatorname {C*Alg} \to \operatorname {Set} }
이는 왼쪽 수반 함자
{\displaystyle F\colon \operatorname {Set} \to \operatorname {C*Alg} }
를 가지며, 이를 통해 자유 C* 대수를 정의할 수 있다. 보다 일반적으로, 임의의 부분 집합이 주어졌을 때, 이를 포함하는 C*-아이디얼을 정의할 수 있으며, 이에 대한 몫은 주어진 생성원과 관계로 생성되는 자유 C* 대수이다.
이제, {\displaystyle n}개의 생성원 {\displaystyle U_{1},\dotsc ,U_{n}}으로 생성되는 자유 C* 대수 {\displaystyle A_{n}}을 생각하자. 반대칭 {\displaystyle n\times n} 실수 행렬
{\displaystyle \theta \in {\mathfrak {o}}(n;\mathbb {R} )}
가 주어졌을 때, 다음과 같은 원소로 정의되는 C* 아이디얼 {\displaystyle {\mathfrak {I}}_{\theta }}를 생각하자.
{\displaystyle U_{i}V_{j}=\exp(2\pi \mathrm {i} \theta _{ij})U_{j}V_{i}}
이에 대한 몫인 C* 대수
{\displaystyle A_{n,\theta }=A_{n}/{\mathfrak {I}}_{\theta }}
를 {\displaystyle \theta }로 정의되는 {\displaystyle n}차원 비가환 원환면(영어: {\displaystyle n}-dimensional noncommutative torus defined by {\displaystyle \theta })이라고 한다.
만약 {\displaystyle \theta =0}일 경우, 이는 가환 C* 대수이며, 이는 {\displaystyle n}차원 원환면 위의 복소수 값 연속 함수의 C* 대수와 동형이다. 원환면의 좌표가
{\displaystyle \mathbb {T} ^{n}=\mathbb {R} ^{n}/\mathbb {Z} ^{n}=\{(x_{1}+\mathbb {Z} ,\dotsc ,x_{n}+\mathbb {Z} )\colon x_{1},\dotsc ,x_{n}\in \mathbb {R} \}}
일 경우 이 대응은 다음과 같이 고를 수 있다.
{\displaystyle A_{n,0}\mapsto {\mathcal {C}}^{0}(\mathbb {T} ^{n},\mathbb {C} )}
{\displaystyle U_{i}\mapsto \exp(2\pi \mathrm {i} x_{i})}

### 기하학적 정의
무리수 {\displaystyle \theta \in \mathbb {R} }가 주어졌다고 하자. 이제, 원 {\displaystyle \mathbb {S} ^{1}=\{z\in \mathbb {C} \colon |z|=1\}} 위의 복소수 값 제곱 적분 가능 함수의 르베그 공간
{\displaystyle \operatorname {L} ^{2}(\mathbb {S} ^{1};\mathbb {C} )}
를 생각하자. 그 위의 다음과 같은 두 유계 작용소를 정의할 수 있다.
{\displaystyle U\colon \operatorname {L} ^{2}(\mathbb {S} ^{1};\mathbb {C} )\to \operatorname {L} ^{2}(\mathbb {S} ^{1};\mathbb {C} )}
{\displaystyle V\colon \operatorname {L} ^{2}(\mathbb {S} ^{1};\mathbb {C} )\to \operatorname {L} ^{2}(\mathbb {S} ^{1};\mathbb {C} )}
{\displaystyle Uf(z)=zf(z)}
{\displaystyle Vf(z)=f(\exp(-2\pi \mathrm {i} \theta )z)}
즉, 이들은 다음과 같은 교환 관계를 따른다.
{\displaystyle UV=\exp(2\pi \mathrm {i} \theta )VU}
그렇다면, 유계 작용소의 C* 대수 {\displaystyle \operatorname {B} (\operatorname {L} ^{2}(\mathbb {S} ^{1};\mathbb {C} ))} 속에서, {\displaystyle U}와 {\displaystyle V}로 생성되는 부분 C* 대수를 생각할 수 있다. 이는 사실 관계 {\displaystyle UV=\exp(2\pi \mathrm {i} \theta )VU}에 의하여 생성되는 (항등원을 갖는) 자유 C* 대수이다. 이를 2차원 비가환 원환면 {\displaystyle \mathbb {T} _{\theta }^{2}}라고 한다.

## 성질
두 비가환 원환면 {\displaystyle \mathbb {T} _{\theta }^{2}}와 {\displaystyle \mathbb {T} _{\theta '}^{2}}는 다음과 같을 경우 서로 동형(isomorphic)이다.
{\displaystyle \theta +\theta '\in \mathbb {Z} } 또는 {\displaystyle \theta -\theta '\in \mathbb {Z} }
두 비가환 원환면 {\displaystyle \mathbb {T} _{\theta }}와 {\displaystyle \mathbb {T} _{\theta '}}는 다음과 같을 경우 서로 강하게 모리타 동치(strongly Morita equivalent)이다.
{\displaystyle \theta '={\frac {a\theta +b}{c\theta +d}}}
여기서
{\displaystyle {\begin{pmatrix}a&b\\c&d\end{pmatrix}}\in \operatorname {SL} (2,\mathbb {Z} )}
이다. 즉, 비가환 원환면의 모리타 동치는 모듈러 군 SL(2,ℤ)를 따른다. 이는 M이론으로 설명할 수 있다.

## 참고 문헌
1. ↑  Rieffel, Marc A. (1990). 〈Non-commutative tori — a case study of non-commutative differentiable manifolds〉 (PDF). 《Geometric and Topological Invariants of Elliptic Operators》 (영어). Contemporary Mathematics 105. Providence, Rhode Island: American Mathematical Society. 191–211쪽. doi:10.1090/conm/105/1047281. ISBN 978-0-8218-5112-8. MR 1047281. Zbl 0713.46046.
2. ↑  Plazas, Jorge (2008). 〈Examples of noncommutative manifolds: complex tori and spherical manifolds〉. 《An invitation to noncommutative geometry. Lectures of the international workshop on noncommutative geometry, Tehran, Iran, 2005》 (영어). World Scientific. 419–445쪽. arXiv:math/0703849. Bibcode:2007math......3849P. ISBN 978-981-270-616-4. Zbl 1146.58007.
3. ↑  Rieffel, Marc A.; Albert Schwarz (1999년 3월). “Morita equivalence of multidimensional noncommutative tori”. 《International Journal of Mathematics》 (영어) 10 (2): 289. arXiv:math/9803057. Bibcode:1998math......3057R. doi:10.1142/S0129167X99000100. ISSN 0129-167X. Zbl 0968.46060.
4. ↑  Elliott, George A.; Hanfeng Li (2007년 9월). “Morita equivalence of smooth noncommutative tori”. 《Acta Mathematica》 (영어) 199 (1): 1–27. doi:10.1007/s11511-007-0017-9. ISSN 0001-5962. MR 2350069. Zbl 1137.46030.
5. ↑  Douglas, Michael R.; Nikita A. Nekrasov (2001년 11월 29일). “Noncommutative field theory”. 《Reviews of Modern Physics》 73 (4): 977–1029. arXiv:hep-th/0106048. Bibcode:2001RvMP...73..977D. doi:10.1103/RevModPhys.73.977. ISSN 0034-6861.